# Rogelio Salcedo

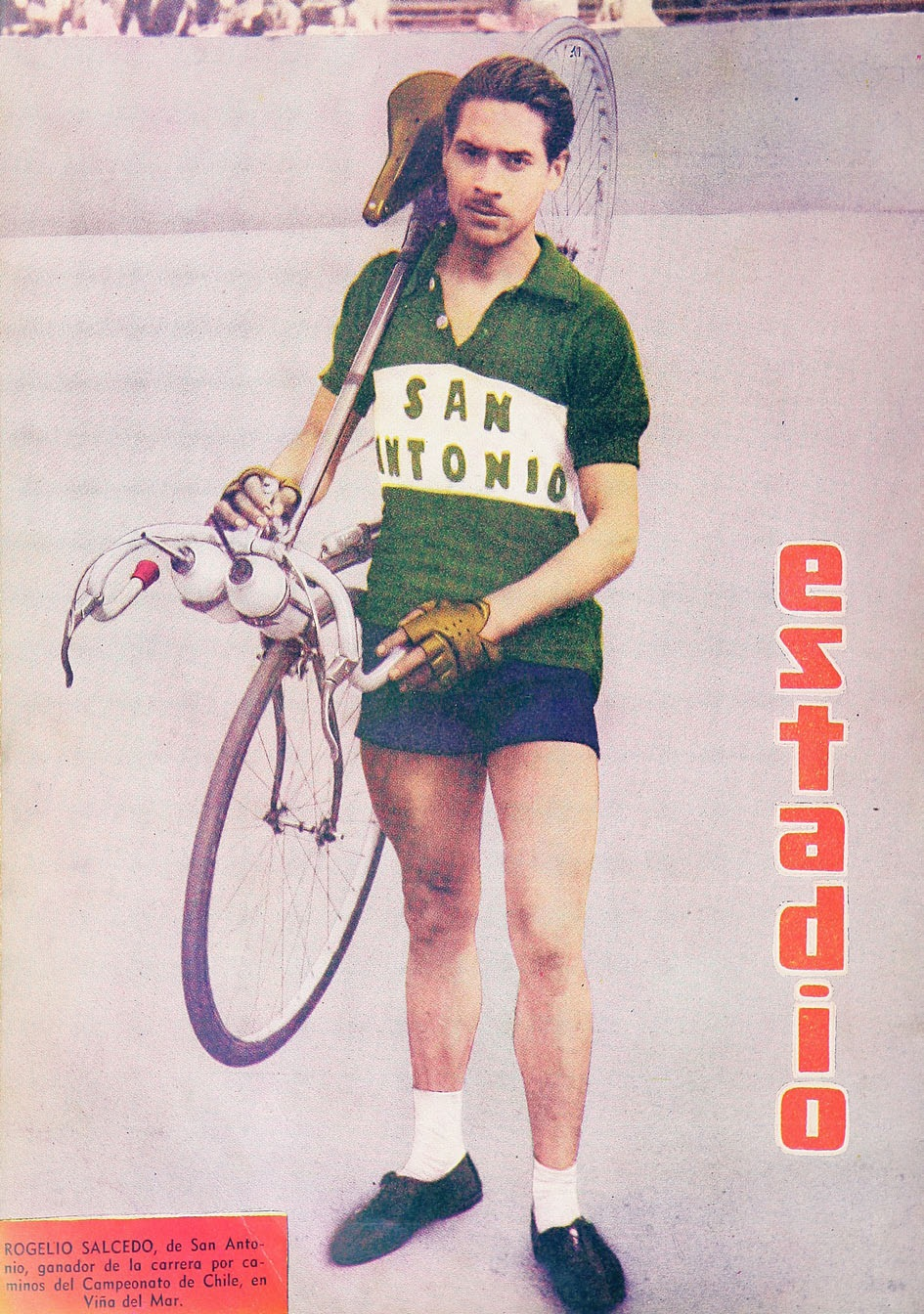
Rogelio Salcedo (1947)

Rogelio Eduardo Salcedo Muñoz (* 15. April 1925 in San Antonio; † 23. Februar 1955) war ein chilenischer Radrennfahrer und nationaler Meister im Radsport.

## Sportliche Laufbahn
Salcedo war im Straßenradsport aktiv. 1948 war er Teilnehmer der Olympischen Sommerspiele in London. Das olympische Straßenrennen beendete er nicht. Chile kam mit Mario Masanés, Exequiel Ramírez, Rogelio Salcedo und Renato Iturrate nicht in die Mannschaftswertung, da kein Fahrer der Mannschaft das Rennen beendete.
1947 und 1951 gewann er die nationale Meisterschaft im Straßenrennen. 1952 wurde er Zweiter in einem Etappenrennen in Curicó.